# Dorcadion tenuelineatum
Dorcadion tenuelineatum är en skalbaggsart som beskrevs av Jakovlev 1895. Dorcadion tenuelineatum ingår i släktet Dorcadion och familjen långhorningar.
Artens utbredningsområde är Kazakstan. Inga underarter finns listade i Catalogue of Life.